# Siljengojaureh (Frostvikens socken, Jämtland, 721424-144002)
Siljengojaureh är en sjö i Strömsunds kommun i Jämtland och ingår i Ångermanälvens huvudavrinningsområde. Sjön har en area på 0,106 kvadratkilometer och ligger 915,1 meter över havet.